# 石原ケミカル
石原ケミカル株式会社（いしはらケミカル）は兵庫県神戸市兵庫区に本社を置く化学薬品メーカーである。金属表面処理剤の大手。めっき液でシェア6割強を持つ。そのほか電子材料や自動車用化学製品も手がける。平成25年10月1日に旧社名（石原薬品株式会社）から社名を変更した。東京証券取引所プライム市場に上場している。

## 沿革
- 1900年04月 - 石原永壽堂を創業
- 1939年03月 - 石原永壽堂を株式会社に改組
- 1946年03月 - 石原薬品株式会社に商号変更
- 1978年10月 - 滋賀工場を設置
- 1989年01月 - 社団法人中小企業研究センター賞受賞
- 1991年11月 - 大阪証券取引所2部特別指定銘柄上場
- 1994年09月 - 大阪証券取引所2部指定変更
- 1999年09月 - ISO 9001を認証取得
- 2003年09月 - ISO 14001を認証取得
- 2011年03月 - 東京証券取引所2部上場
- 2013年10月0 - 石原ケミカル株式会社に商号変更
- 2018年03月 - 東京証券取引所1部に指定替え
- 2019年11月 - キザイ株式会社を完全子会社化
- 2021年  1月 - 台湾支店を開設

## 事業所
- 本社 - 兵庫県神戸市兵庫区西柳原町5番26号
- 支店 - 東京支店（東京都台東区）
- 工場 - 滋賀工場（滋賀県高島市）
- 工場 - 神戸工場（兵庫県神戸市）
- 海外支店 - 台湾支店（台湾）
- 事務所 - タイ事務所（タイ）